# Kadij
Kadij (oroszul: Кадый) városi jellegű település Oroszország Kosztromai területén, a Kadiji járás székhelye.
Lakossága: 3597 fő (a 2010. évi népszámláláskor).

## Fekvése
A Kosztromai terület déli részén, a Kosztroma–Makarjev közötti főút mentén, a Volga vízrendszeréhez tartozó Votgaty folyó partján fekszik. Távolsága országúton Kosztromától 145 km, Makarjevtől kb. 50 km.

## Története
Keletkezéséről több elképzelés ismeretes. Az egyik forrás az alapítás évét 1673-ra teszi. Egy másik szerint Kadijt egy 1546-ból való cári irat említi és erődítményként  alapították, amikor a kazányi tatárok betörései miatt védelmi vonalat hoztak létre a moszkvai állam északkeleti részén. 1778-ban városi jogot kapott és közel húsz évig ujezd székhelye volt. A 19. század közepén két nagy tűzvészben (1839, 1841) szinte az egész település leégett. Újjáépítéséhez I. Miklós cár 15 ezer rubelt bocsátott rendelkezésre. 1917 után falusi település, 1971-ben városi jellegű település besorolást kapott.  
Gazdasági életében az erdőgazdaságnak és a feldolgozóiparnak van döntő szerepe (fafeldolgozás, élelmiszeripar).